# 3383 Koyama
A 3383 Koyama (ideiglenes jelöléssel 1951 AB) a Naprendszer kisbolygóövében található aszteroida. Karl Wilhelm Reinmuth fedezte fel 1951. január 9-én.